# Крукшенк, Лукас
Лукас Алан Крукшенк (англ. Lucas Alan Cruikshank; род. 29 августа 1993) — американский актёр и ютубер.

## Ранние годы
Лукас родился в Колумбусе, Небраска в семье Молли Джинн и Дейва Алана Крукшенка. У него есть 5 сестёр и 2 брата. Окончил Lakeview High School.

## Карьера
В 2006 году Крукшенк придумал персонажа по имени Фред Фигглхорн и стал снимать видео от его лица и выкладывать их на YouTube. К апрелю 2009 года у канала Крукшенка было более миллиона подписчиков. В 2010 году на канале Nickelodeon вышел фильм «Фред», в 2011 — фильм «Фред 2: Ночь живых с Фредом», а в 2012 году — телесериал Шоу Фреда.
Также Крукшенк появлялся в эпизодах таких сериалов как «АйКарли», «Ханна Монтана», «Сверхвоины» и других. В 2009 году он был номинировал на Teen Choice Awards, а в 2013 году на Kids’ Choice Awards.
На данный момент Крукшенк снимает развлекательные видео для YouTube на канале Lucas. Обновления на его первом канале Fred не появлялись с 2011 года.

## Личная жизнь
Лукас Крукшенк — открытый гей. Он совершил камин-аут в августе 2013 года в видеоролике, размещенном на You Tube. Состоит в отношениях с австралийской моделью Мэтью Фокусом.

## Фильмография
| Год       |     | Русское название            | Оригинальное название              | Роль                                |
| --------- | --- | --------------------------- | ---------------------------------- | ----------------------------------- |
| 2008—2010 | вс  | Фред                        | Fred                               | Фред Фигглхорн                      |
| 2009      | с   | АйКарли                     | iCarly                             | Фред Фигглхорн / в роли самого себя |
| 2009      | с   | Ханна Монтана               | Hannah Montana                     | Кайл Макинтайр                      |
| 2010—2015 | вс  | Надоедливый апельсин        | The Annoying Orange                | ФРЕД                                |
| 2010      | тф  | Фред                        | Fred: The Movie                    | Фред Фигглхорн / Дерф               |
| 2011      | с   | Сверхвоины                  | Supah Ninjas                       | Спенсер / Кикбутт                   |
| 2011      | тф  | Фред 2: Ночь живых с Фредом | Fred 2: Night of the Living Fred   | Фред Фигглхорн / Дерф / Джуди       |
| 2011      | кор | —                           | Lucas Gets Kidnapped!              | Лукас                               |
| 2011      | кор | —                           | FRED Learns to Airdrum with Power  | Фред                                |
| 2012      | тф  | Фред в лагере               | Camp Fred                          | Фред Фигглхорн                      |
| 2012      | с   | Шоу Фреда                   | Fred: The Show                     | Фред Фигглхорн                      |
| 2012—2013 | с   | Марвин Марвин               | Marvin Marvin                      | Марвин Форман                       |
| 2013      | с   | —                           | The Flipside                       | Генри                               |
| 2013      | мс  | Монстры против пришельцев   | Monsters vs. Aliens                | Смарти                              |
| 2018      | с   | —                           | Starter Pack                       | Франклин                            |
| 2019      | тф  | —                           | The Wayback: A Real YouTube Rewind | Фред                                |

## Награды и номинации
| Награда                | Год  | Категория                      | Название работы    | Результат |
| ---------------------- | ---- | ------------------------------ | ------------------ | --------- |
| People’s Choice Awards | 2009 | Любимое пользовательское видео | Fred Goes Swimming | Номинация |
| Teen Choice Awards     | 2009 | Выбор: Веб-звезда              | Фред               | Победа    |
| Kids’ Choice Awards    | 2013 | Лучший телеактёр               | Марвин Марвин      | Номинация |